# Kalawao
Kalawao è una comunità non incorporata degli Stati Uniti d'America, situata nella penisola di Kalaupapa nel nord dell'isola di Molokai nelle Hawaii, nella contea di Kalawao, alla quale dà il nome.

## Storia
Kalawao fu fondata dai nativi hawaiani in un'epoca imprecisata del II millennio, e rimase uno dei principali insediamenti della zona per secoli, contendendosi il predominio sulla penisola di Kalaupapa col vicino villaggio di Makanalua.
La storia di Kalawao cambiò in maniera radicale quando durante gli anni 1860 il governo hawaiano decise di esiliare nella zona, data la sua inaccessibilità geografica, i malati di lebbra, trasformandone quindi i villaggi in lebbrosari a cielo aperto. Durante i primi decenni della colonia sanitaria i malati si concentrarono proprio a Kalawao, soprattutto dopo la graduale espulsione degli abitanti originari. Kalawao rimase il principale insediamento della zona fino agli anni 1890, quando a causa della sua esposizione sfavorevole molti pazienti preferirono trasferirsi nel nuovo villaggio di Kalaupapa appositamente fondato sulla parte opposta della penisola.
Nel 1905 il lebbrosario fu istituzionalizzato con la fondazione della contea di Kalawao, a cui il villaggio diede il nome. Da allora Kalawao si spopolò, e nel XXI secolo il villaggio risulta disabitato, poiché gli abitanti della contea si concentrano a Kalaupapa.